# Juan Landolfi
Juan Agripino Landolfi (Córdoba, 23 giugno 1914 – ...) è stato un calciatore e allenatore di calcio argentino.

## Carriera
Nella sua carriera gioca per Newell's Old Boys, Lucchese, Ambrosiana-Inter, Padova, Carrarese, Viareggio, Colligiana, Avellino.
Con gli irpini vanta anche una stagione da allenatore, la successiva al suo ritiro da calciatore.

## Palmarès

### Allenatore

#### Competizioni regionali
- Promozione: 1

Viareggio: 1954-1955 (girone A)